# Brunejský dolar
Brunejský dolar je zákonným platidlem Bruneje. Jeho ISO 4217 kód je BND. Jedna setina dolaru se nazývá sen.
Oficiální název brunejské měny je sice dolar, ale slovním ekvivalentem pro slovo dolar je v malajštině (úřední jazyk Bruneje) výraz ringgit, který je v běžné mluvě častěji používaný než slovo dolar. Brunejský dolar lze používat i v Singapuru.

## Historie měny
Mezi roku 1952 a 1967 byl měnou dnešních států Malajsie, Brunej a Singapur dolar Malajska a Britského Severního Bornea, který vydával Měnový výbor pro Malajsko a Britské Borneo.
V roce 1967 se začaly používat tři nové měny, které vycházely z původní v poměru 1:1 – malajsijský ringgit, singapurský dolar a brunejský dolar, které byly ekvivalentní. Navíc všechny státy podepsaly dohodu o vyměnitelnosti měn, ve které se zavázaly k tomu, že měna jednoho státu bude přijímána ve zbylých dvou bez přirážky. V podstatě tím vytvořily měnovou unii. Malajsie v roce 1973 od této dohody odstoupila. Brunej a Singapur mají však své měny dodnes svázané a lze tak platit brunejskými bankovkami a mincemi v Singapuru a naopak.

## Mince a bankovky
Mince v oběhu mají nominální hodnoty 1, 5, 10, 20 a 50 senů. Bankovky jsou tištěny v hodnotách 1, 5, 10, 50, 100, 500, 1 000 a 10 000 dolarů. Bankovky hodnoty 10 tisíc dolarů jsou však postupně stahovány z oběhu.